# Скагіт
Скагіт одно з двох колін  Лешутсід корінних американських людей, що живуть в штаті Вашингтон, Верхній Скагіт і Нижній Скагіт .
Вони розмовляють  мовою скагіт (їх також називають свіномішами ), піддіалектом північного діалекту Лушоутсі, який є частиною родини Салішан. За оцінками, на 1977 р. було 100 ораторів Скагіту. 
Від народу Скагіт річка Скагіт, затока Скагіт і повіт Скагіт отримали свої назви.